# Mihajlo Vasziljovics Csecsetov
Mihajlo Vasziljovics Csecsetov (ukránul: Михайло Васильович Чечетов; Ljubomovka, 1953. október 3. – Kijev, 2015. február 28.) orosz nemzetiségű ukrán közgazdász és politikus. 1997-től a Régiók Pártja tagja, több cikluson keresztül az Ukrán Legfelsőbb Tanács képviselője volt. 1998–1999-ben miniszterhelyettes, 2012-től 2014-ig a Régiók Pártja frakcióvezető-helyettese volt.

## Tanulmányai és szakmai pályafutása
Oroszország Kurszki területének Korenyevói járásában fekvő Ljubomivka faluban született.
1971 szeptembere és novembere között három hónapig lakatosként dolgozott Jenakijevében, az Ordzsonyikidzevuhillja bányavállalat Junkom bányájának szénfeldolgozójában. 2011 novembere és 1974 januárja között katonai szolgálatot teljesített a Szovjet Hadseregben. 1974 márciusa és augusztusa között újra a Junkom bányánál dolgozott ácsként. Ezután a Harkivi Műszaki és Közgazdasági Egyetemen (napjainkban: Harkivi Nemzeti Közgazdasági Egyetem) tanult, ahol 1979-ben végzett mérnök-közgazdászként bányászati gazdaságszervező szakon.
Néhány évig mérnökként dolgozott, majd 1982-től 1994-ig a Harkivi Műszaki és Közgazdasági Egyetemen oktatott, a közgazdasági kar dékánja is volt.

## Politikai pályafutása
Az 1990-es évek közepétől vett részt Ukrajna politikai életében. 1994–1997 között az Ukrán Liberális Párt (LPU) tagja volt. 1994-ben lett először képviselő. A Donecki területről, a 125. sz. egyéni választókerületből választották képviselőnek. Az Ukrán Legfelsőbb Tanácsban (Verhovna Rada) a Szociális Piac Választása frakció tagja volt. 1994–1998 között a Rada gazdaságpolitikai bizottságának helyettes vezetője volt. 1997-es létrejöttétől a Régiók Pártja (akkori nevén Ukrajna Regionális Újjászületése, röviden PRVU) tagja volt. 1998-ban már a PRVU pártlistájának 25. helyén indult a parlamenti választáson, de nem szerzett mandátumot.
1998. májustól júniusig az ukrán gazdasági minisztérium pénzügypolitikai igazgatóságának vezetője volt. 1998 júliusa és 1999 szeptembere között a gazdasági miniszter helyettese volt. 1999 szeptemberétől 2003 áprilisáig az Ukrán Állami Vagyonügynökség helyettes vezetője, majd 2003. április 15-től 2005. április 13-ig annak vezetője volt. Ebben az időszakban, 2001–2003 között az Ukrtelekom, illetve 2000–2003 között a Naftohaz Ukrajini vállalatok felügyelő bizottságainak a tagja is volt.
A 2002-es parlamenti választáson az Egységes Ukrajna Blokk pártlistájának 72. helyén indult, de nem szerzett mandátumot. 2005-ben, a narancsos forradalom után átmenetileg visszavonult a politikától. Ebben az időben a Harkivi Nemzeti Közgazdasági Egyetemen dolgozott, egyetemi tanárként a könyvelés és könyvvizsgálat tanszéken oktatott.
2006-ban elvégezte az Ukrajna Elnöke Mellett Működő Államigazgatási Akadémiát. 2006 áprilisában, majd a 2007-es előrehozott választáson is parlamenti képviselő lett a Régiók Pártja színeiben. A pártban is vezető beosztásokat töltött be. 2008 áprilisától tagja volt a Régiók Pártja elnökségének, valamint a párt politika bizottságának. A Legfelsőbb Tanácsban az iparpolitikai bizottság vállalkozási albizottságát vezette. A 2012-es választáson ismét képviselő lett, a Régiók Pártja pártlistájának 21. helyére jutott be a parlamentbe. A Radában a frakcióvezető első helyettese, valamint az iparpolitikai és befektetési bizottság tagja volt. 2012. március 11-től 2014. február 24-ig Viktor Janukovics elnök tanácsadója is volt.
A 2013–2014-es kormányellenes tüntetések, a Euromajdan idején tevékenysége ellentmondásos volt. Egyrészt felszólalt az erőszak ellen, ugyanakkor a tüntetőket többször fasisztáknak bélyegezte. 2014. február 23-án Csecsetov elítélte Ukrajna korábbi vezetését, akiktől pártja nevében elhatárolódott. Nyilatkozata szerint szerint a vezetés komoly hibákat követett, amelyek az erőszakos eseményekhez vezettek. Egyúttal közölte, hogy a Régiók Pártja ellenzékbe vonul.

## Halála
A 2013–2014-es ukrajnai eseményekben játszott szerepe miatt eljárás indult ellene. Csecsetovot 2015. február 20-án vádolták meg azzal kapcsolatban, hogy a 2014. január 16-án elfogadott és Janukovics ukrán elnök által január 17-én elfogadott, a Euromajdan tüntetések visszaszorítására hozott ún. diktatúra-törvényeknek a parlamenti szabályoknak ellentmondó megszavazása során valótlan adatokat feltüntetve érvényesítették a szavazást. Csecsetovot még ugyanazon a napon előzetes letartóztatásba helyezték, de február 23-án 4 millió 990 ezer hrivnya (közel 50 millió Ft) óvadék kifizetése után szabadlábra helyezték. Csecsetov ellen további ügyekben is vádat kívánt emelni. Még az Ukrán Nemzeti Vagyonalap vezetőjeként több korrupciós üggyel kapcsolatban merült fel a neve.
2015. február 28-án éjjel egy kijevi ház 16. emeletéről kiugorva öngyilkosságot követett el.

## Magánélete
Nős volt. Felesége Natalija Csecsetova (sz. 1954.) az Ukrán Legfelsőbb Tanács Hivatalának munkatársa. Egy lánya van, Tetyana Csecsetova-Terasvili (sz. 1979), a Harkivi Nemzeti Közgazdasági Egyetem oktatója.